# David y Goliath (álbum)
David y Goliath es el cuarto álbum de estudio como solista del músico argentino Pedro Aznar, lanzado en 1995 por el sello BMG Argentina. Rompió un silencio discográfico de casi diez años desde la publicación de Fotos de Tokyo, de 1986. 
En el ínterin, Aznar se dedicó a otros proyectos, como musicalizar películas, grabar con el Pat Metheny Group, colaborarle a artistas tales como Sergio Denis, Eddie Sierra, Jairo, David Lebón, Leda Valladares, Suna Rocha, Fito Páez, Sandra Mihanovich, Celeste Carballo, la banda Soda Stereo en su exitoso álbum Canción animal, dos discos con Charly García (Radio Pinti y Tango 4) y el regreso de Seru Giran en 1992 

## Grabación
La banda que acompaña a Pedro Aznar en este álbum se formó a través de un aviso clasificado en el diario. El músico recibió más de doscientos demos, realizó una veintena de audiciones personales y, finalmente, se decidió por Alejandro Devries (teclados), Gustavo Sadofschi (guitarra) y Cristian Judurcha (batería).
"David y Goliath" fue grabado entre 1991 y 1993 en el estudio El Cuarto Piso y en 1994 en Marina Sound, ambos de Buenos Aires, por Peter Baleani y Pedro Aznar. La excepción es "Ya no hay forma de pedir perdón", una versión en español de "Sorry Seems To Be The Hardest Word" de Elton John, que fue grabada en vivo el 8 de mayo de 1993 en el Auditorium Châtelet de París, con la asistencia técnica de Baleani. 
El álbum incluye otros dos covers: "Isolation" de John Lennon y una versión en español de "You've Changed" de Sly & the Family Stone, rebautizada "Cambió". Algunas canciones cuentan con una orquesta de cuerdas grabada en los Abbey Road Studios de Londres. 
El primer corte de difusión, "Ella se perdió", se convirtió en la canción más difundida en las radios en toda la carrera solista de Aznar. 
En 1995, Pedro Aznar compuso la banda de sonido para la película de Eliseo Subiela "No te mueras sin decirme a dónde vas" y poco tiempo después presentó en vivo a su nueva banda.  

## Lista de canciones
Todas las canciones escritas y compuestas por Pedro Aznar, excepto donde se indica.
| N.º   | Título                                                                 | Escritor(es)                                                | Duración |  |
| 1.    | «Ella se perdió»                                                       |                                                             | 2:38     |  |
| 2.    | «Save all your words»                                                  |                                                             | 3:38     |  |
| 3.    | «Los chicos de la calle»                                               |                                                             | 2:58     |  |
| 4.    | «Isolation»                                                            | John Lennon                                                 | 3:21     |  |
| 5.    | «Silencio»                                                             |                                                             | 2:30     |  |
| 6.    | «Luna llena de agua»                                                   |                                                             | 4:21     |  |
| 7.    | «Ya no hay forma de pedir perdón» (Sorry Seems To Be The Hardest Word) | Elton John, Bernie Taupin (versión castellano: Pedro Aznar) | 4:00     |  |
| 8.    | «Llueve»                                                               |                                                             | 4:05     |  |
| 9.    | «Amor de juventud»                                                     |                                                             | 6:08     |  |
| 10.   | «Otra vez más (se desangra)»                                           |                                                             | 5:02     |  |
| 11.   | «Stand»                                                                | Sly Stewart (versión castellano: Pedro Aznar)               | 3:15     |  |
| 12.   | «Cambió» (You've Changed)                                              | Carl Fisher, Bill Carey (versión castellano: Pedro Aznar)   | 5:59     |  |
| 13.   | «I can't find it»                                                      |                                                             | 4:01     |  |
| 14.   | «Si no oigo a mi corazón»                                              |                                                             | 3:50     |  |
| 55:32 |                                                                        |                                                             |          |  |

## Músicos
- Pedro Aznar: Voz, bajo, arreglos, letras y músicas.
- Alejandro Devries: Piano, órgano Hammond, órgano de tubos y teclados.
- Gustavo Sadofschi: Guitarra acústica y eléctrica.
- Cristian Judurcha: Batería.[2]

### Orquesta de cuerdas
- Arreglos: Pedro Aznar.
- Dirección y orquestación: Chris Cameron.
- Primeros violines: Boguslav Kostecki, Gavyn Wright, Jim McLeod, Jon Evans-Jones, Maciej Rakowski, Wilf Gibson.
- Segundos violines: Ben Cruft, Jackie Shave, Pat Kiernan, Perry Montague-Mason, Peter Oxer, Roger Garland
- Violas: Robert Smissen, George Robertson, Katie Wilkinson, Peter Lale.
- Violonchelos: Anthony Pleeth, Martin Loveday, Paul Kegg, Steve Orton.
- Contrabajos: Mike Brittain, Paul Cullington.
- Copista: Jill Townend.
- Archivista: Mike Townend.
- Contraltista: Isobel Griffiths.[2]

## Ficha técnica
- Producción: Pedro Aznar.
- Grabado en El Cuarto Piso y Marina Sound por Peter Baleani y Pedro Aznar, excepto «Ya no hay forma de pedir perdón», grabado en Auditorium Châtelet de París.
- Orquesta grabada en Abbey Road Studios (Studio One) de Londres por Darren Godwin.
- Mezclado en Marina Sound por Peter Baleani y Pedro Aznar.
- Masterizado en Sterling Sound de Nueva York por Ted Jensen.